# ラルゴ・ウィンチ 宿命と逆襲
『ラルゴ・ウィンチ 宿命と逆襲』（原題: Largo Winch、英題: The Heir Apparent: Largo Winch）は、2008年のフランス・ベルギー合作のアクション映画。日本ではビデオスルーとして、2012年5月11日にDVDが発売された。

## キャスト
- ラルゴ・ウィンチ: トメル・シスレー（吹替：三上哲）
- アン・ファーガソン：クリスティン・スコット・トーマス（吹替：水野ゆふ）
- ネリオ・ウィンチ：ミキ・マノイロヴィッチ（吹替：小島敏彦）
- ハンナ：アンヌ・コンシニ
- レア/ナオミ：メラニー・ティエリー（吹替：水野千夏）
- フレディ：ジルベール・メルキ（吹替：及川ナオキ）

## テレビ放送
| 回数 | テレビ局   | 番組名（放送枠名） | 放送日         | 放送時間      | 放送分数 | 視聴率 |
| ---- | ---------- | ------------------ | -------------- | ------------- | -------- | ------ |
| １   | テレビ東京 | 年忘れロードショー | 2017年12月30日 | 26:02 - 38:04 | 122分    | 1.1%   |

- 視聴率はビデオリサーチ調べ、関東地区・世帯・リアルタイム。